# پرنگین مال
پرنگین مال (به انگلیسی: Prangin Mall) یک بازاربزرگ خرید در جرج تاون ایالت پنانگ، مالزی است. این بازاربزرگ در خیابان پرنگین (نام کنونی، جالان دکتر لیم چی لئونگ)، در جوار برج کومتار واقع شده است، و با گذرگاه‌هایی که در بلندی قرار گرفته‌اند به کومتار و وان استریت اونیو مال که در مجاورتش قرار دارد مرتبط است.
بازاربزرگ در سال ۲۰۰۱، به عنوان فاز ۳ پروژه کومتار، بر روی عموم باز شد. این بازاربزرگ خرید با هم نوع جدیدترش به نام وان استریت اونیو مال در حال رقابت است، و امروزه پرنگین مال به‌طور عمده در خدمت افرادی با درآمد پایین و متوسط است. با این وجود، مستأجر اصلی آن، پارکسون است که فروشگاه اوتلت خود را حفظ نموده است. این مرکز خرید در مجموع شش طبقه است، که یک طبقه آن در زیر سطح زمین واقع شده است.